# Happy Nation (dal)
A Happy Nation című dal a svéd Ace of Base 1992-ben megjelent kislemeze a Happy Nation / The Sign című albumokról.

## Előzmények
A Happy Nation először 1992-ben jelent meg Skandináviában, majd később az Egyesült Királyságban is. 1993 októberében a dal 43. helyezett volt, majd 40. helyre jutott az angol kislemezlistán. A dal 1993-ban és 1994-ben Dániában, Finnországban és Franciaországban első helyezett volt. A dalt 2008-ban újra remixelték.
A Happy Nation egy középtempójú popdal reggae elemekkel fűszerezve. A dalt Jonas és Ulf írt, egyaránt tartalmaz angol és latin szöveget is. Az első versszakot latinul énekli Joker, a többit pedig Linn adja elő.

## Videóklip
A Happy Nation videóklipjét Matt Broadley rendezte, aki az All That She Wants klipet is.
A videóklip egy égő gyertyával indul, melynek lángja oldalra fúj. Amikor Jonas énekel, mindkét oldalán egy-egy gyertyatartó található. Linn éneke közben ősi szimbólumok, és képek látszanak a háttérben. Ezek közé a képek közé tartoznak a béke szimbóluma, rovásírás, egyiptomi hieroglifák, a bennszülött ausztrál művészet, a Buddha, zodiákus jelek, yin yan szimbólum, Jézus keresztre feszítése és a Darwin féle fajok eredete. Jonas éneke után a videó többi része Linn énekére összpontosít. Gyakran látható egy fából készült asztalnál, ahol mélyen elgondolkodik. Jenny egy régi könyvből olvas, és régi filmfelvételek is láthatóak a videóklipben, mint például egy atomrobbanás, vagy hogy emberek sétálnak. A videó elején megjelenő gyertya a klip végén elalszik.

## Megjelenések
CD Maxi-Single  Franciaország Metronome – 861 927-2
1. Happy Nation (Radio Edit) 96bpm	3:32
2. Happy Nation (12" Version) 96bpm	6:39
3. Happy Nation (Album Version) 96bpm	4:11

12"  Olaszország Polydor – 861 097-1
- A1	Happy Nation (Gold Zone Club Mix)	5:42
- A2	Happy Nation (7" Gold Zone Edit) 3:45
- B1	Happy Nation (Gold Dub Edit) 4:36
- B2	Happy Nation (Moody Gold Mix) 3:59

## Slágerlista

### Heti összesítések
| Slágerlista (1994)                           | Legjobb helyezések |
| -------------------------------------------- | ------------------ |
| Australia (ARIA)                             | 80                 |
| Ausztria (Ö3 Austria Top 40)                 | 6                  |
| Belgium (Ultratop 50 Flanders)               | 8                  |
| Denmark (IFPI)                               | 1                  |
| Europe European Hot 100 Singles              | 39                 |
| Europe Eurochart Hot 100                     | 8                  |
| Finland (Suomen virallinen lista)            | 1                  |
| Franciaország (Single Top 100)               | 1                  |
| Németország (Media Control Charts)           | 7                  |
| Iceland (Íslenski Listinn Topp 40)           | 14                 |
| MTV Europe                                   | 2                  |
| Hollandia (Top 40)                           | 5                  |
| Norvégia (VG-lista)                          | 6                  |
| Új-Zéland (Recorded Music NZ)                | 22                 |
| Svédország (Sverigetopplistan)               | 4                  |
| Svájc (Schweizer Hitparade)                  | 23                 |
| United Kingdom (The Official Charts Company) | 40                 |

### Év végi összesítések
| Slágerlista (1994)        | Helyezések |
| ------------------------- | ---------- |
| Dutch Top 40              | 63         |
| Eurochart Hot 100 Singles | 67         |
| French Singles Chart      | 16         |

## Minősítések
| Ország               | Minősítés | Eladások |
| -------------------- | --------- | -------- |
| Franciaország (SNEP) | Ezüst     | 125.000  |
| Németország (BVMI)   | Arany     | 250.000  |

## A dal egyéb médiában
A dal hallható a Så mycket bättre című reality TV sorozat 6. évadjában is, ahol Niklas Strömstedt énekli a dalt mint "Lyckolandet".